# MG-410
A MG-410 é uma rodovia brasileira do estado de Minas Gerais. Por sua característica, é considerada uma rodovia de ligação.

## Detalhamento
A rodovia é pavimentada, tem 78,8 km de extensão e liga a BR-040, em João Pinheiro, à MGC-354 em Presidente Olegário.